# Мерсеризація

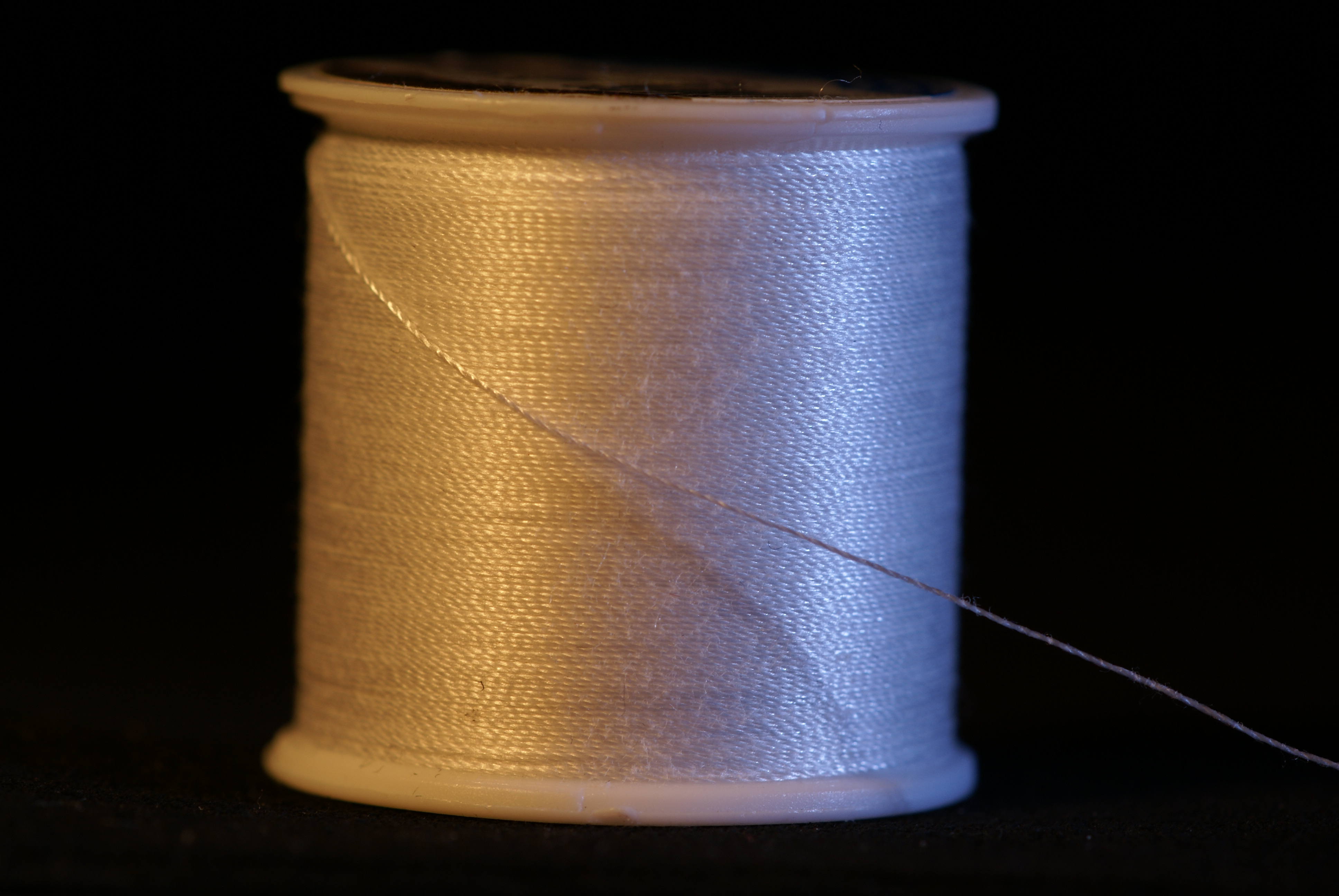
Котушка двошарової мерсеризованої бавовняної нитки з полієстеровим сердечником.

Мерсеризація — обробка целюлозного матеріалу, як правило, бавовняних ниток, що зміцнює їх та надає їм яскравий вигляд. Процес рідше використовується для лляних і конопляних ниток.

## Історія
Процес мерсеризації бавовняної тканини винайшов у 1844 році англійський хімік Джон Мерсер (21 лютого 1791-30 листопада 1866), через що й був названий процес обробки його ім'ям. У 1890 році процес мерсеризації був удосконалений Г. А. Лоу до сучасного стану.

## Процес
Мерсеризація тканини проводиться протягом 30-60 секунд концентрованим (18-20 %) розчином їдкого натрію при температурі 16-20°С з наступним промиванням гарячою та холодною водою. В результаті мерсеризації тканина надбає блиск, шовковистість, більші гігроскопічність та міцність, кращу здібність до фарбування з меншим (на 15-20 %) споживанням фарбника. Мерсеризацію тканин виконують у натягнутому стані на спеціальних мерсеризаційних машинах з метою запобігання усадці. Допоміжні речовини, що використовуються як емульгатори, сприяють утворенню водних емульсій жирів, підвищують стійкість емульсій та полегшують їх подальше вимивання.
Мерсеризації піддають переважно тканини з гребінної пряжі (сатини, попліни, батисти, маркізети та інші). Мерсеризації може піддаватися волокно перед скручуванням в нитку, нитка, та навіть вже готове трикотажне полотно або виріб. В процесі виробництва високоякісних та дорогих виробів (в основному з бавовняних тканин) часто застосовується «подвійна мерсеризація», коли процес повторюється на різних стадіях.
Мерсеризація бавовняних тканин широко застосовується для додання їм більш гарного зовнішнього вигляду. Лужна целюлоза має також велике значення в техніці як проміжний продукт у виробництві віскозного волокна та ефірів целюлози.